# 도카이도 (도로)

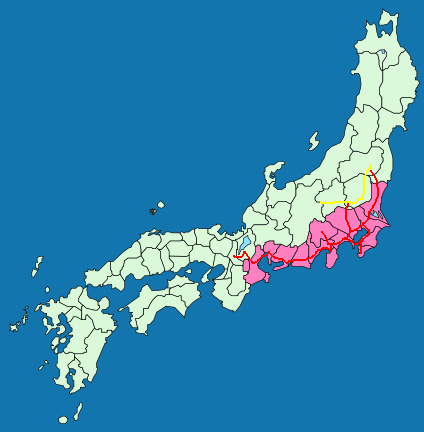
도카이도

도카이도(일본어: 東海道)는 일본 율령 시대에 마련된 고키시치도의 도로 중 하나다. 이후 곳곳에 슈쿠바가 발달하고 많은 이들의 왕래가 끊이지 않으면서 이 도로는 일본의 주요 가도 가운데 가장 손꼽히는 도로가 되었다.